# Konwój BC-2
BC-2 – konwój morski z okresu II wojny światowej transportujący alianckie zaopatrzenie wojenne z Beiry do Durbanu. Pomimo silnej eskorty konwój stracił holenderski statek handlowy SS „Mangkalihat”, który został storpedowany 1 sierpnia 1943 roku przez niemiecki okręt podwodny U-198.

## Konwój i jego eskorta
W skład konwoju BC-2 wchodziły cztery statki handlowe: dwa brytyjskie (nowy, pochodzący z 1943 roku „English Prince” o pojemności 7275 BRT i zbudowany w 1914 roku „Steaua Romana” o pojemności 5311 BRT); zbudowany w 1926 roku norweski „Bronnoy” (4791 BRT) i pochodzący z 1928 roku holenderski „Mangkalihat” (8457 BRT) . Eskortę konwoju stanowiło pięć brytyjskich okrętów: korwety HMS „Freesia” (K43) i HMS „Rockrose” (K51) oraz trzy uzbrojone trawlery HMT „Arctic Explorer”, HMT „Le Tigre” i HMT „Northern Chief”  .

## Przebieg operacji
Konwój rozpoczął swój rejs w sobotę, 31 lipca 1943 roku, opuszczając Beirę i kierując się w stronę Durbanu . 1 sierpnia niemiecki U-Boot U-198 zauważył jednostki pływające konwoju BC-2 . Podczas pierwszego ataku okręt wystrzelił dwie torpedy w kierunku statków, jednak obie okazały się niecelne . Niezrażony niepowodzeniem dowódca U-198 posłał o godzinie 18:51 w kierunku konwoju trzecią torpedę, która po 4 minutach i 10 sekundach trafiła w największy statek, którym był holenderski parowiec „Mangkalihat” (na pozycji 25°06′S 34°14′E/-25,100000 34,233333) . Uszkodzoną jednostkę próbowano holować w stronę pobliskiego wybrzeża, jednak operacja nie powiodła się i „Mangkalihat” został utracony  . Po utracie największego statku konwój już bez przeszkód dotarł do Durbanu, osiągając port przeznaczenia 3 sierpnia .

## Podsumowanie
Liczący cztery statki handlowe i pięć okrętów eskorty konwój BC-2 utracił jedną jednostkę o pojemności 8457 BRT – SS „Mangkalihat”, zatopiony przez U-198. U-Boot po ataku wycofał się niezauważony nie odnosząc żadnych uszkodzeń .